# Artemida
Artémida (starogrško /imenovalnik/ starogrško Ἄρτεμις: Ártemis, /rodilnik/ starogrško Ἀρτέμιδος: Artémidos) spada med dvanajst velikih bogov v grški mitologiji. Je boginja pravične vojne, lova, živali, narave, rasti in rojstva ter zaščitnica slabotnih in otrok. Bila je hči Lete in Zevsa, njen dvojček je Apolon.
Pri Amazonkah je bila boginja meseca. Njena rimska ustreznica je Diana. V Šparti so jo imenovali Artamis, kar pomeni klavka. Upodabljali so jo z lokom, spremljala jo je košuta.

## Zgodovina
V novejši kameni dobi je bila zelo krvoločna boginja. Na Tavridi so ji ženske pod vodstvom velike svečenice Ifigenije žrtvovale vse moške, ki so zašli na obalo. V Hierapolisu so bili darovani moški z obešanjem na Artemidin tempelj. V Atiki so jo pomirjali s simboličnim obglavljanjem, tako da so moške z obrednim mečem zarezali vrat, tako da je tekla kri.
Uničevalni mit Artemide so častili predvsem ob pojemajoči Luni.
Artemida z veliko dojkami iz Ephesusa je bila pokroviteljica prehrane, plodnosti in poroda.

## Artemida in Kalisto
Deviška Artemida je zahtevala vzdržnost tudi od spremljevalk. Ko je njeno najljubšo spremljevalko Kalisto posilil Zevs in je rodila Arkasa, jo je spremenila v medvedko in pregnala. Po drugih zgodbah je bila kriva ljubosumna Hera, ki je poskrbela, da je Artemida pomotoma pregnala Kalisto. Zevs je Kalisto prestavil na nebo kot Velikega medveda.

## Poboj Niobidov
Kraljica Nioba je imela 14 otrok, 7 fantov in 7 deklet - Niobide in je skušala prepričati svoje ljudstvo, naj ne daruje več boginji Leto. Saj je ta imela le 2 otroka (Artemido in Apolona), ona pa jih ima 14! To je razjezilo boginjo in njuna ortoka, tako da sta pobila Niobide s puščicami. Apolon je pobil fante, Artemida pa dekleta. Na koncu sta spremenila Niobo v skalo.

## Artemida in Orion
Kot strastna lovka in boginja meseca je Artemida vodila mesec po nebu. Zaljubila se je čudovitega in divjega lovca Oriona in zanemarila svoje dolžnosti boginje meseca, da bi se dobila z njim v temi. To je razjezilo Apolona, ki jo je pozval na tekmo in jo izzval, ali lahko zadane temno točko daleč na morju. Artemida je seveda zadela in prepozno opazila, da je preluknjala glavo Orionu, ki je plaval v morju. Povzdignila ga je na nebo kot ozvezdje.
Po drugi zgodbi je bil Orion lovec, ki je hotel pobiti vse divje živali. Artemida je nadenj poslala škorpijona, ki mu Orion ni bil kos. Oba sta bila prestavljena na nebo kot ozvezdji.
Kip:
- Afrodita iz Versailles (320 pr. n. št.)

## Poimenovanja
Po njej se imenuje asteroid 105 Artemida (105 Artemis).